# Serie A Federale 2011
La Serie A federale 2011, secondo livello del Campionato italiano di baseball, ha avuto inizio il 2 aprile 2011 e si è conclusa il 25 settembre 2011 con la vittoria dell'Arezzo Baseball Club sull'Ilcea Rovigo.
Poviglio ha sconfitto Collecchio nella finale play-out.

## Le squadre partecipanti
Girone A
- Bollate Baseball Club
- Collecchio Baseball Club
- Padova Baseball Club
- Athletics Bologna Baseball
- Eurodifarm Codogno
- ICM Ponte di Piave
- Ilcea Rovigo
- Juve 98 Torino
- Rangers Redipuglia Baseball Club
- Rebecchi Carparma Piacenza

Girone B
- Arezzo Baseball Club
- Anzio Baseball Club
- CUS Messina
- Crocetta Baseball Club Parma
- Comcor Engineering Modena
- Heila Poviglio
- Palfinger Italia Reggio Emilia
- Acotel Urbe Roma
- E-Tecno 1/Fontana Sala Baganza